# (820) Adriana
(820) Adriana ist ein Asteroid des Hauptgürtels, der am 30. März 1916 vom deutschen Astronomen Max Wolf in Heidelberg entdeckt wurde.
Die Herkunft des Namens ist nicht bekannt.